# CSS Virginia

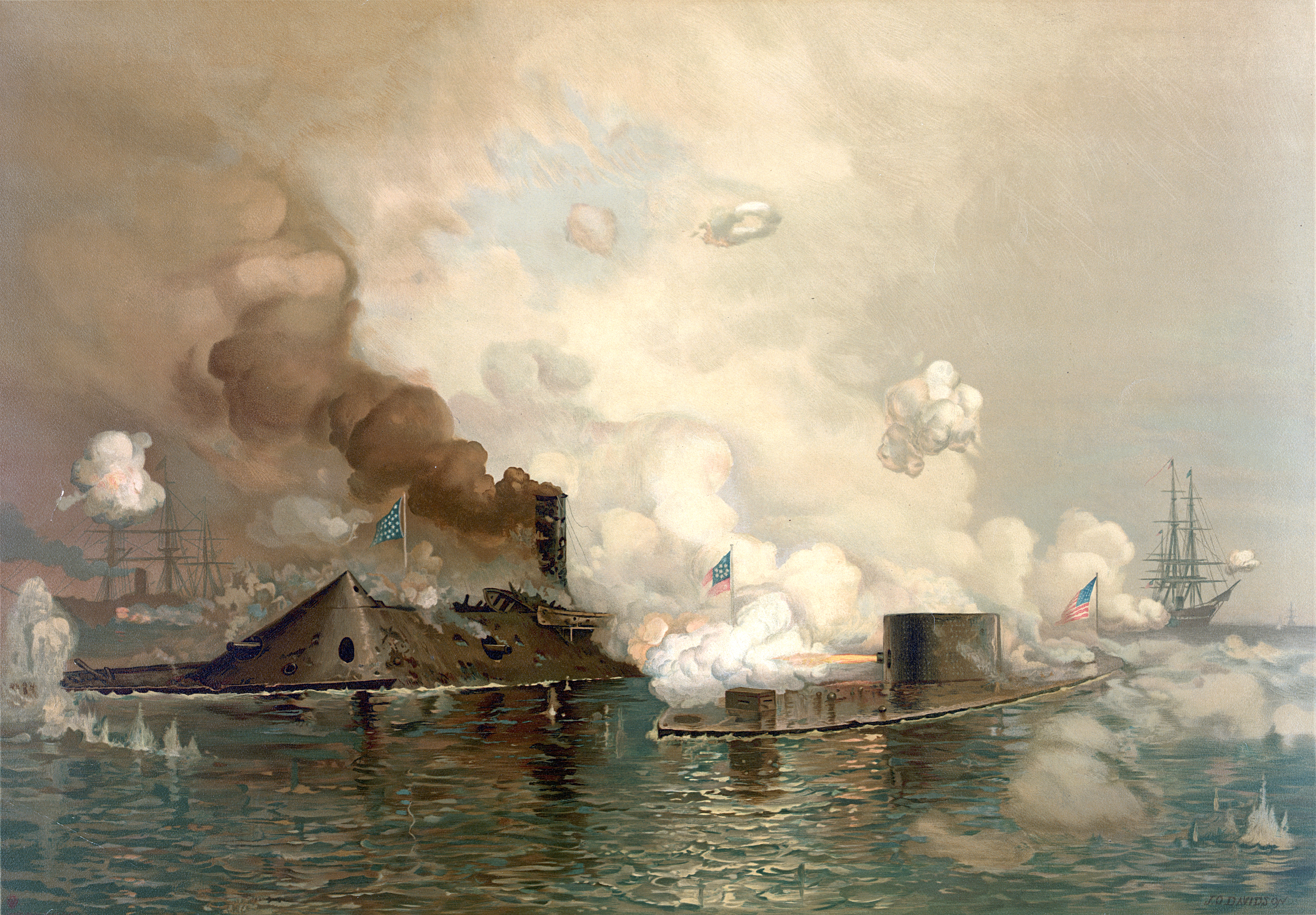
CSS Virginia in strijd met de USS Monitor bij Hampton Roads

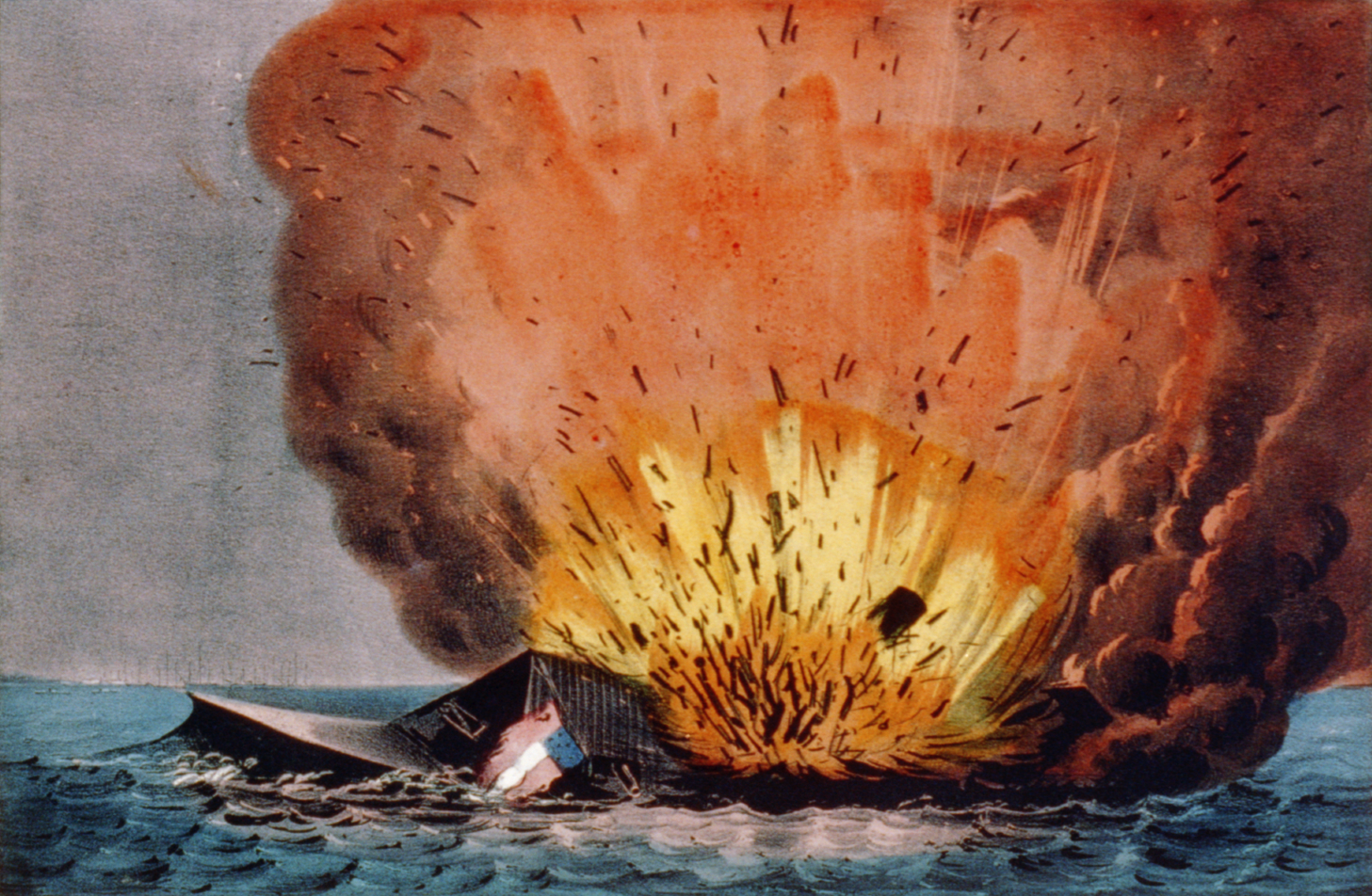
Vernietiging van CSS Virginia op 11 mei 1862

De CSS Virginia was tijdens de Amerikaanse Burgeroorlog een ironclad, of een met ijzer gepantserd oorlogsschip van de Confederatie.

## Aanleiding van constructie
In mei 1861 besloot de Zuidelijke minister van Marine Stephen Mallory, als antwoord op de blokkade van de Zuidelijke havens door de Noordelijke vloot, om naar een manier op zoek te gaan om de blokkade te doorbreken. Hij haalde zijn ideeën uit een verslag van een Engelse oorlogscorrespondent tijdens de Krimoorlog: 'Drie Franse pantserschepen vernietigden in een uur een Russisch fort, zonder zelf ook maar enige averij op te lopen. De Russische projectielen kwamen met oorverdovend lawaai tegen het schip, ketsten af en landden in het water.' Een van de Franse schepen was de  Lave. De Lave was echter een gepantserde drijvende batterij maar gezien het succes ervan volgenden al snel zeewaardige Franse pantserschepen waarvan de eerste de La Gloire.

## Bouw
Minister Mallory bepleitte de bouw van een pantserschip bij het Geconfedereerd Congres en kreeg twee miljoen dollar om het project te financieren. Mallory ontmoette Luitenant-ter-zee en ingenieur John Mercer Brooke en vroeg hem om een pantserschip te ontwerpen, met een tiental kanonnen en een platte romp, dat geschikt was om op rivieren en op zee te varen. Ingenieur Brooke besloot het schip schuine flanken te geven zodat projectielen erop zouden afketsen. Het ontwerp werd spottend een 'omgekeerde badkuip' of een 'drijvende graanschuur' genoemd. Het project stuitte op een praktisch probleem: de ijzergieterij van Richmond, de grootste van de Confederatie, beschikte niet over de benodigde machineonderdelen, en het zou minstens 12 maanden duren om de motoren te bouwen.
Brooke kwam met een alternatief plan: in april 1861 had de Confederatie de zuidelijke oever van een baai aan de kust van Virginia, Hampton Roads, veroverd. Het Noordelijke leger had bij hun aftocht enkele schepen moeten laten zinken en achterlaten. De romp, machinekamer en stoomketels van de USS Merrimack bleken nog intact te zijn, en het wrak zou kunnen worden omgebouwd tot pantserschip. Minister Mallory keurde dit idee goed.
Weldra dook een tweede probleem op: er was te weinig ijzer voorhanden. Mallory liet oud ijzer en oude treinrails omsmelten tot pantserplaten. Zo'n 1500 arbeiders werkten dag en nacht om het schip af te krijgen. Als laatste werd de Virginia voorzien van een ruim 500 kilogram wegende stormram. Op 8 maart 1862 werd de CSS Virginia te water gelaten en zette ze onder het bevel van kapitein Franklin Buchanan koers naar Hampton Roads.

### Voordelen
- De schuine flanken van de Virginia waren zwaar versterkt met ijzer, waardoor kogels erop afketsten.
- De schroef en aandrijfketting werden beschermd door een plaat massief ijzer.

### Nadelen
- De Virginia was zeer zwaar en dus zeer langzaam en moeilijk wendbaar.
- Enkel het bovenste gedeelte van het schip was bepantserd. Naarmate meer kolen en munitie verbruikt werden werd het schip lichter en kwam de ongepantserde romp boven water te liggen.

## De Slag bij Hampton Roads
De Slag bij Hampton Roads vond plaats op 9 maart 1862 tijdens de Amerikaanse Burgeroorlog. Op 8 maart had de Virginia twee schepen van de Unie, de USS Cumberland en de USS Congress, tot zinken gebracht en de USS Minnesota zwaar beschadigd. Op de volgende dag ontmoette de Virginia  de USS Monitor. De twee schepen draaiden langzaam rond elkaar en vuurden op elkaar. De Monitor kreeg de overhand en de Virginia moest na drie en een half uur vechten het strijdtoneel verlaten.

## Einde van de CSS Virginia
Op 10 mei 1862 kwamen oprukkende troepen van de Unie in Norfolk aan. De Virginia was niet zeewaardig waardoor ontsnappen naar zee geen optie was. De rivier opvaren was ook onmogelijk vanwege de grote diepgang. De bemanning poogde de diepgang te verminderen door al het mogelijke, waaronder steenkool voor de stoommachine, overboord te gooien waarmee het schip meer boven water kwam te liggen. Dit was echter onvoldoende en de nieuwe kapitein, Josiah Tattnall, gaf bevel het schip te vernietigen om het niet in handen van de vijand te laten vallen. De laatste kanonnen werden verwijderd en in de ochtend van 11 mei 1862 werd het schip opgeblazen door explosieven in de romp.